# Harry Solter
Henry Lewis Solter (Baltimora, 19 novembre 1873 – El Paso, 2 marzo 1920) è stato un regista e attore statunitense.

## Biografia
Henry Lewis "Harry" Solter cominciò a lavorare nel cinema per la Biograph nel 1908, recitando a fianco di David W. Griffith in A Famous Escape di Wallace McCutcheon. In quell'anno, incontrò l'attrice Florence Lawrence sul set di Romeo and Juliet alla Vitagraph. Solter e la Lawrence si sposarono il 30 agosto 1908.
Nel 1909, Solter cominciò a lavorare per la Independent Moving Pictures di Carl Laemmle anche come regista.
Nella sua carriera di attore, girò 111 film, ne diresse 150 e ne sceneggiò 4.

## Filmografia

### Regista
- Love's Stratagem (1909)
- The Forest Ranger's Daughter (1909)
- Her Generous Way (1909)
- Lest We Forget (1909)
- The Awakening of Bess (1909)
- (1910)
- The Right of Love (1910)
- The Tide of Fortune (1910)
- Never Again (1910)
- The Coquette's Suitors (1910)
- Justice in the Far North (1910)
- The Blind Man's Tact (1910)
- Jane and the Stranger (1910)
- The Governor's Pardon (1910)
- The New Minister (1910)
- Mother Love (1910)
- The Broken Oath (1910)
- The Time-Lock Safe (1910)
- His Sick Friend (1910)
- The Stage Note (1910)
- Transfusion (1910)
- The Miser's Daughter (1910)
- His Second Wife (1910)
- The Rosary (1910)
- The Maelstrom (1910)
- The New Shawl (1910)
- Two Men (1910)
- The Doctor's Perfidy (1910)
- The Eternal Triangle (1910)
- The Nichols on Vacation (1910)
- A Reno Romance (1910)
- A Discontented Woman (1910)
- A Self-Made Hero (1910)
- A Game for Two (1910)
- The Call of the Circus (1910)
- Old Heads and Young Hearts (1910)
- The Mistake (1910)
- Bear Ye One Another's Burdens (1910)
- The Irony of Fate (1910)
- Once Upon a Time (1910)
- Among the Roses (1910)
- The Senator's Double (1910)
- The Taming of Jane (1910)
- The Widow (1910)
- The Right Girl (1910)
- Debt (1910)
- Pressed Roses (1910)
- All the World's a Stage (1910)
- The Count of Montebello (1910)
- Duke De Ribbon Countter (1911)
- His Bogus Uncle (1911)
- Age Versus Youth (1911)
- A Show Girl's Stratagem (1911)
- The Test (1911)
- Nan's Diplomacy (1911)
- Vanity and Its Cure (1911)
- His Friend, the Burglar (1911)
- The Actress and the Singer (1911)
- The Winning Punch (1912)
- The Angel of the Studio – cortometraggio (1912)
- Sisters – cortometraggio (1912)
- The Closed Door – cortometraggio (1913)
- The Girl o'the Woods, regia di Harry Solter – cortometraggio (1913)
- The Spender – cortometraggio (1913)
- His Wife's Child – cortometraggio (1913)
- Unto the Third Generation – cortometraggio (1913)
- The Influence of Sympathy – cortometraggio (1913)
- A Girl and Her Money – cortometraggio (1913)
- The Honeymooners – cortometraggio (1914)
- The Lash of Power (1917)
- The Spotted Lily (1917)
- The Wife He Bought (1918)

### Attore
- A Famous Escape, regia di Wallace McCutcheon (1908)
- Hulda's Lovers, regia di Wallace McCutcheon (1908)
- Richard III, co-regia James Stuart Blackton e William V. Ranous (1908)
- The Sculptor's Nightmare, regia di Wallace McCutcheon (1908)
- One Touch of Nature, regia di David W. Griffith (1909)
- The Roue's Heart, regia di D.W. Griffith (1909)
- The Salvation Army Lass, regia di D.W. Griffith (1909)
- The Deception, regia di David W. Griffith (1909)
- A Burglar's Mistake , regia di David W. Griffith (1909)